# パドル (潜水艦)
パドル (USS Paddle, SS-263) は、アメリカ海軍の潜水艦。ガトー級潜水艦の一隻。艦名はミシシッピ川に生息するヘラチョウザメに因む。

## 艦歴
「パドル」は1942年5月1日にコネチカット州グロトンのエレクトリック・ボート社で起工する。1942年12月30日にフェクテラー夫人（後の海軍作戦部長ウィリアム・フェクテラー提督の妻）によって進水し、艦長ロバート・H・ライス少佐（アナポリス1927年組）の指揮下1943年3月29日にコネチカット州ニューロンドンで就役する。公試及び訓練後、1943年6月8日にニューロンドンを出航しパナマ運河を経由して真珠湾に7月5日到着した。真珠湾から二度の哨戒を行い、その間に駆逐艦に対する対潜水艦戦訓練を実施し、気象観測設備が装着された。

### 第1、第2の哨戒 1943年7月 - 11月
7月20日、「パドル」は最初の哨戒で日本近海に向かった。本州海域で哨戒中の8月13日朝、北緯33度45分 東経136度17分 / 北緯33.750度 東経136.283度の梶取崎（和歌山県太地町）沖で第8812船団を発見。魚雷を4本発射し、うち2本が輸送船「日高丸」（日本郵船、5,486トン）に命中したものの、不発魚雷だったので軽微な損傷に留まった。
「パドル」は攻撃後、護衛艦の反撃により13時間の潜航を強いられた。8月19日、日本軍の観測機に7発の爆弾を投下され、僅かに損傷するが、直ちに修理された。8月23日昼、北緯34度37分 東経137度53分 / 北緯34.617度 東経137.883度の浜松南方掛塚灯台146度4海里地点で第7822船団を発見して魚雷を4本発射し、貨客船「安宅丸」（旧イタリア船アダ/帝国船舶、5,248トン）に命中させてを撃沈した。「パドル」はさらに2本発射したが、こちらは命中しなかった。9月12日、54日間の行動を終えて真珠湾に帰投した。
10月17日、「パドル」は2回目の哨戒でマーシャル諸島方面に向かった。ガルヴァニック作戦に関連してナウル島沖に配備され、主にギルバート諸島を攻撃する航空部隊に向けた気象情報の通報や電波誘導を実施。11月29日には、北緯11度20分 東経162度29分 / 北緯11.333度 東経162.483度のエニウェトク環礁沖で駆逐艦に護衛された「日本丸級タンカー」を発見し、魚雷を5本発射して2本の不確実な命中を記録した。12月9日、58日の行動を終えて真珠湾に帰投。この後、「H.O.R.エンジン搭載艦は1隻残らず、暫時エンジンを換装するように」という合衆国艦隊司令長官兼海軍作戦部長アーネスト・キング大将の命令が出ていたので、該当艦の1隻である「パドル」はメア・アイランド海軍造船所に回航され、GM社製278A16気筒エンジンに換装した。また、艦長がバイロン・H・ノウェル少佐（アナポリス1935年組）に代わった。

### 第3、第4、第5の哨戒 1944年3月 - 9月
1944年3月19日、「パドル」は3回目の哨戒でフィリピン南方およびモルッカ諸島方面に向かった。4月16日未明、南緯02度25分 東経127度24分 / 南緯2.417度 東経127.400度のアンボンの北西120キロ地点でハルマヘラ島からアンボンに向かっていた輸送船団を発見した。船団は護衛艦3隻と輸送船4隻からなり、1時53分に魚雷を計10本発射し、輸送船「第一日の丸」（日の丸汽船、2,671トン）に魚雷を命中させて沈没にいたらしめ、3分後には陸軍輸送船「水戸丸」（日本郵船、7,061トン）にも魚雷を3本命中させて撃沈した。「パドル」はさらに戦果を拡大するため魚雷の装てんを急ぎ、明け方に「未明の攻撃で損傷したタンカー」に対して魚雷を4本発射したが命中せず、さらに攻撃しようとしたが護衛艦に阻止された。5月12日、54日間の行動を終えてフリーマントルに帰投した。

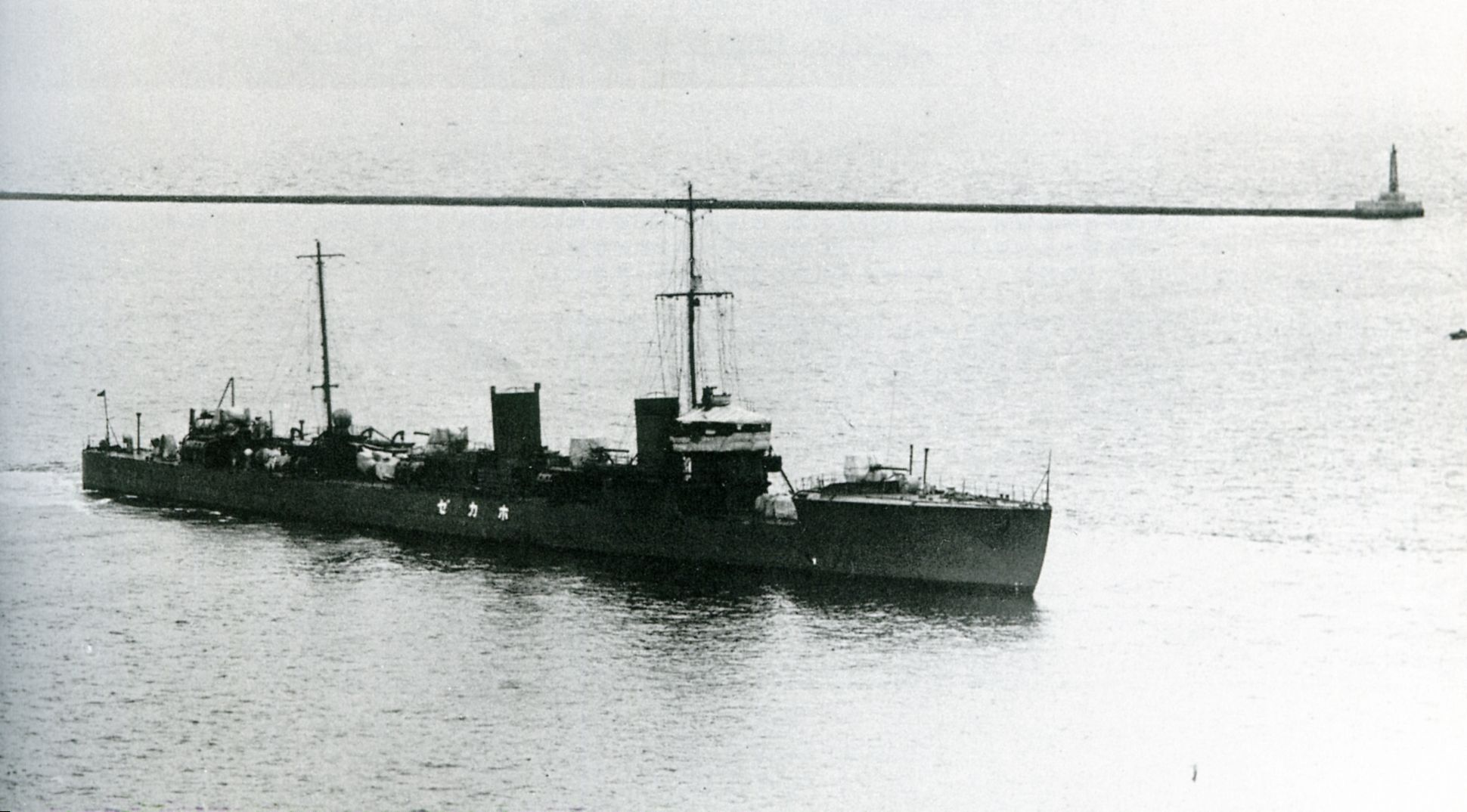
駆逐艦「帆風」（1921年）

6月5日、「パドル」は4回目の哨戒でセレベス海およびダバオ湾方面に向かった。折りしも、アメリカ軍がマリアナ諸島攻略を進めている最中であり、それを阻止するための日本艦隊の出撃も予想された。「パドル」の担当海域も艦隊の通過が予想されたが、結局何もなかった。6月30日、北緯03度01分 東経123度16分 / 北緯3.017度 東経123.267度のセレベス海で哨戒中に爆撃を受け損傷を受けたが、すぐに修理を行って事なきを得た。7月6日、北緯03度24分 東経125度28分 / 北緯3.400度 東経125.467度のサンギ島西岸沖で輸送船団を発見し、雨の中で魚雷を4本発射、魚雷は駆逐艦「帆風」に2本が命中してこれを撃沈した。「パドル」は二番目の駆逐艦に対しても魚雷を2本発射し、1本が命中したと判定された。7月9日未明には、中型輸送船と小型護衛艦を発見し、魚雷を3本発射したが回避された。7月29日、54日間の行動を終えてフリーマントルに帰投した。
8月22日、「パドルは」5回目の哨戒でスールー海に向かった。9月7日夕刻、北緯08度12分 東経122度37分 / 北緯8.200度 東経122.617度のミンダナオ島シンダンガン岬沖で輸送船団を発見。タンカーに対して4本、輸送船に対して2本の魚雷を発射し、海軍徴傭船「真洋丸」（拿捕船、2,634トン）に魚雷を3本命中させて撃沈したが、この時「真洋丸」にはアメリカ軍の捕虜772名が乗船しており、船体分断により、後部船倉に乗っていた捕虜500人は全員が船と運命をともにした。また、日本側の機銃掃射等で前部船倉に乗っていた捕虜272名のほとんどが死亡した。別の魚雷は特設運送船（給油）「第二永洋丸」（日本油槽船、5,061トン）に命中し、同船は沈没を防ぐため座礁した。この時、座礁した「第二永洋丸」の周囲を泳いでいた捕虜数十名が同船に救助されたが、錨庫に隠れていて、陸岸に逃れた1名を除く全員がその夜、同船上で射殺された。捕虜は「真洋丸」から脱出した84名と、船とともに運命をともにしたり、日本側の機銃掃射などで殺害された688名に大別され、前者のうち1名は岸にたどり着いたときに死亡し、他の1名はフィリピンに残った。残る82名はオーストラリア経由で生還し、アメリカ本国で幾度か会合を開いている。「第二永洋丸」は離礁した後、9月12日に回航先のセブで第38任務部隊（マーク・ミッチャー中将）の艦載機によって撃沈された。9月25日、パドルは34日間の行動を終えてミオス・ウンディ島に帰投。艦長がジョゼフ・P・フィッツパトリック少佐（アナポリス1938年組）に代わった。

### 第6、第7、第8の哨戒 1944年10月 - 1945年7月
10月3日、「パドル」は6回目の哨戒でマカッサル海峡方面に向かった。この哨戒では主に、バリクパパンを爆撃する爆撃機搭乗員の救助任務に就いた。バリクパパン沖に向かう途中の10月11日未明、南緯01度20分 東経117度36分 / 南緯1.333度 東経117.600度の地点で、石油を輸送していた2隻の500トン級海上トラックと50トン級スクーナーを発見し、砲撃ですべて撃沈した。11月1日、29日間の行動を終えてフリーマントルに帰投した。
11月25日、「パドル」は7回目の哨戒で南シナ海、ルソン島方面に向かった。12月7日夜、北緯03度54分 東経111度24分 / 北緯3.900度 東経111.400度の地点でシマ臨時船団を発見。まず護衛艦に対して魚雷を3本発射したが、命中しなかった。翌12月8日未明、北緯04度02分 東経111度12分 / 北緯4.033度 東経111.200度のボルネオ島クチン沖にいたったところで魚雷を6本発射し、付近にいた「ハンマーヘッド (USS Hammerhead, SS-364) 」の発射した魚雷と合わせたうちのの3本がタンカー「松栄丸」（日東汽船、2,854トン）に命中し、松栄丸は大火災の末沈没していった。「パドル」は反転して「若竹型駆逐艦」に対して魚雷を4本発射し、「1本を命中させて目標を撃沈した」と推定された。直後に「第43号海防艦」の反撃を受け、「パドル」は浮上したままその場から脱出した。その後、アメリカ本国に向かうよう指示された。1945年1月18日、53日間の行動を終えて真珠湾に帰投。ハンターズ・ポイント海軍造船所に回航されてオーバーホールに入った。
5月15日、「パドル」は8回目の哨戒で東シナ海および黄海に向かった。この時期の日本の海上輸送は末期状態であり、残った大方の船舶も機雷で身動きが取れない状態だった。それでも攻撃の機会には恵まれた。6月6日には北緯31度16分 東経130度10分 / 北緯31.267度 東経130.167度の地点で駆潜艇を発見し、魚雷を3本発射したが命中しなかった。6月8日、北緯33度38分 東経126度22分 / 北緯33.633度 東経126.367度の地点で2隻の50トン級監視艇を発見し、浮上して20ミリ機銃の射撃で撃沈した。同じ日の夜には輸送船を発見し、魚雷を2本発射して爆発も確認したが、目標に変化は見られなかった。浮上して目標を追跡したが、折から哨戒艦艇が向かってくるのが見えた。北緯34度03分 東経126度33分 / 北緯34.050度 東経126.550度の地点で魚雷を2本発射し、全速力で脱出した。6月26日夜には北緯37度30分 東経123度43分 / 北緯37.500度 東経123.717度の地点でも50トン級監視艇を発見し、6月27日未明に浮上して5インチ砲と20ミリ機銃で撃ち沈めた。7月2日朝、北緯38度29分 東経124度13分 / 北緯38.483度 東経124.217度の地点で2隻の50トン級監視艇、2隻250トン級スクーナーと100トン級セイルボートを発見し、砲撃で一網打尽とした。最後は魚雷を1本だけ発射したが、命中しなかった。また、道中で見つけたいくつかの浮遊機雷を機銃を使って爆破した。7月18日、パドルは60日間の行動を終えてグアムアプラ港に帰投した。この後、8月13日に9回目の哨戒（搭乗員救助任務）で日本の本州海域に向かったが、2日後に終戦を迎えた。8月17日、ミッドウェー島に帰投した。
「パドル」は第二次世界大戦の戦功で8個の従軍星章を受章した。第1回から第7回までの哨戒が成功として記録された。

### 戦後・ブラジル海軍で
「パドル」は真珠湾とパナマ運河経由で大西洋岸に向かい、9月30日にスタテンアイランドに到着した。その後、ニューロンドンで予備役として保管され、1946年2月1日に退役した。
1956年8月31日に再就役し、相互防衛援助計画の下のブラジル海軍に貸与するための準備に入る。「パドル」は1957年1月18日に退役、ブラジル海軍に貸与され、「リアチュエロ (S Riachuelo, S-15) 」と改名、任務に就いた。